# Campionati europei di triathlon del 2001
I Campionati europei di triathlon del 2001 si sono tenuti a Karlovy Vary (Carlsbad), Repubblica Ceca in data 23 giugno 2001..
Nella gara maschile ha vinto il ceco Filip Ospalý, mentre in quella femminile la britannica Michelle Dillon.
La gara junior ha visto trionfare l'elvetico Sven Riederer e per la seconda volta consecutiva la britannica Jodie Swallow.

## Risultati

### Élite uomini
| Pos. | Nome                  | Paese       | Nuoto    | Bici     | Corsa    | Totale   |
| ---- | --------------------- | ----------- | -------- | -------- | -------- | -------- |
|      | Filip Ospalý          | Rep. Ceca   | 00:20:27 | 01:05:58 | 00:36:10 | 02:03:55 |
|      | Iván Raña             | Spagna      | 00:20:34 | 01:05:52 | 00:36:13 | 02:04:01 |
|      | Erik van der Linden   | Paesi Bassi | 00:20:33 | 01:05:53 | 00:36:28 | 02:04:20 |
| 4    | Andrew Johns          | Regno Unito | 00:20:28 | 01:05:57 | 00:37:08 | 02:04:55 |
| 5    | Reto Hug              | Svizzera    | 00:20:30 | 01:05:59 | 00:37:13 | 02:04:58 |
| 6    | Andreas Raelert       | Germania    | 00:20:23 | 01:06:11 | 00:37:15 | 02:05:02 |
| 7    | Joachim Willen        | Svezia      | 00:20:27 | 01:06:06 | 00:37:34 | 02:05:24 |
| 8    | Tim Don               | Regno Unito | 00:20:28 | 01:06:06 | 00:37:45 | 02:05:34 |
| 9    | Marc Jenkins          | Regno Unito | 00:20:29 | 01:06:04 | 00:37:47 | 02:05:37 |
| 10   | Joachim Enzenhofer    | Austria     | 00:20:37 | 01:05:50 | 00:38:09 | 02:05:58 |
| 11   | Spencer Smith         | Regno Unito | 00:20:27 | 01:06:00 | 00:38:22 | 02:06:08 |
| 12   | Daniel Unger          | Germania    | 00:20:34 | 01:05:54 | 00:38:28 | 02:06:13 |
| 13   | Xavier Llobet         | Spagna      | 00:20:38 | 01:05:51 | 00:38:28 | 02:06:19 |
| 14   | Rasmus Henning        | Danimarca   | 00:20:40 | 01:05:50 | 00:38:38 | 02:06:30 |
| 15   | Richard Allen         | Regno Unito | 00:20:30 | 01:05:55 | 00:39:34 | 02:07:20 |
| 16   | Maik Petzold          | Germania    | 00:20:39 | 01:05:52 | 00:40:08 | 02:07:56 |
| 17   | Jarmo Hast            | Finlandia   | 00:20:36 | 01:06:08 | 00:39:52 | 02:08:03 |
| 18   | Norbert Domnik        | Austria     | 00:21:51 | 01:06:18 | 00:38:45 | 02:08:17 |
| 19   | Hector Llanos         | Spagna      | 00:21:06 | 01:07:02 | 00:38:59 | 02:08:34 |
| 20   | Dirk Bockel           | Lussemburgo | 00:20:44 | 01:07:30 | 00:39:27 | 02:08:59 |
| 21   | Martin Krňávek        | Rep. Ceca   | 00:20:43 | 01:05:54 | 00:41:16 | 02:09:11 |
| 22   | Marino Van Hoenacker  | Belgio      | 00:23:28 | 01:06:17 | 00:38:37 | 02:09:48 |
| 23   | Martin Matula         | Rep. Ceca   | 00:21:23 | 01:06:45 | 00:40:17 | 02:09:53 |
| 24   | Raymond Lotz          | Paesi Bassi | 00:21:00 | 01:08:43 | 00:38:55 | 02:10:03 |
| 25   | Dominik Rechsteiner   | Svizzera    | 00:21:05 | 01:07:10 | 00:41:24 | 02:11:01 |
| 26   | Fernando Cabellos     | Spagna      | 00:20:34 | 01:07:27 | 00:41:34 | 02:11:11 |
| 27   | Michael Schwarz       | Svizzera    | 00:21:30 | 01:08:10 | 00:40:16 | 02:11:26 |
| 28   | Michal Danek          | Rep. Ceca   | 00:20:29 | 01:09:18 | 00:41:18 | 02:12:30 |
| 29   | Huib Rost             | Paesi Bassi | 00:21:20 | 01:08:28 | 00:41:22 | 02:12:37 |
| 30   | Dominic Burren        | Svizzera    | 00:20:40 | 01:09:10 | 00:41:49 | 02:13:01 |
| 31   | Alessandro De Gasperi | Italia      | 00:21:48 | 01:06:26 | 00:43:33 | 02:13:04 |
| 32   | Alessandro Ridolfi    | Italia      | 00:21:50 | 01:07:55 | 00:41:59 | 02:13:10 |
| 33   | Andreas Grutter       | Svizzera    | 00:21:49 | 01:08:00 | 00:42:39 | 02:13:52 |
| 34   | Andrej Orlicky        | Slovacchia  | 00:21:26 | 01:12:04 | 00:40:41 | 02:15:38 |
| 35   | Erik Johnsen          | Norvegia    | 00:21:22 | 01:06:49 | 00:46:30 | 02:16:09 |
| 36   | Richard Stannard      | Regno Unito | 00:20:20 | 01:13:06 | 00:41:19 | 02:16:12 |
| 37   | Ain-Alar Juhanson     | Estonia     | 00:25:44 | 01:08:46 | 00:40:49 | 02:16:42 |
| 38   | Sander Berk           | Paesi Bassi | 00:20:31 | 01:09:58 | 00:45:14 | 02:17:17 |
| 39   | Frederik Van Lierde   | Belgio      | 00:20:44 | 01:09:41 | 00:47:06 | 02:18:59 |

### Élite donne
| Pos. | Nome                      | Paese       | Nuoto    | Bici     | Corsa    | Totale   |
| ---- | ------------------------- | ----------- | -------- | -------- | -------- | -------- |
|      | Michelle Dillon           | Regno Unito | 00:23:37 | 01:13:36 | 00:41:18 | 02:20:01 |
|      | Kathleen Smet             | Belgio      | 00:22:16 | 01:14:40 | 00:41:43 | 02:20:07 |
|      | Analeah Emmerson          | Regno Unito | 00:23:25 | 01:13:32 | 00:41:37 | 02:20:15 |
| 4    | Wieke Hoogzaad            | Paesi Bassi | 00:22:14 | 01:14:41 | 00:42:41 | 02:21:04 |
| 5    | Stephanie Forrester       | Regno Unito | 00:23:21 | 01:14:00 | 00:42:40 | 02:21:20 |
| 6    | Joelle Franzmann          | Germania    | 00:21:20 | 01:14:33 | 00:44:15 | 02:21:34 |
| 7    | Mieke Suys                | Belgio      | 00:22:19 | 01:14:37 | 00:44:33 | 02:23:00 |
| 8    | Leanda Cave               | Regno Unito | 00:21:21 | 01:14:32 | 00:45:58 | 02:23:23 |
| 9    | Ines Estedt               | Germania    | 00:23:38 | 01:13:30 | 00:44:33 | 02:23:28 |
| 10   | Nina Anisimova            | Russia      | 00:22:03 | 01:14:46 | 00:45:26 | 02:23:54 |
| 11   | Ana Burgos                | Spagna      | 00:23:33 | 01:16:46 | 00:42:10 | 02:24:12 |
| 12   | Ewa Dederko               | Polonia     | 00:23:41 | 01:16:43 | 00:42:59 | 02:24:58 |
| 13   | Nadia Cortassa            | Italia      | 00:23:34 | 01:16:55 | 00:43:21 | 02:25:21 |
| 14   | Sibylle Matter            | Svizzera    | 00:22:16 | 01:14:58 | 00:46:48 | 02:25:40 |
| 15   | Lucie Zelenkova           | Rep. Ceca   | 00:22:02 | 01:16:03 | 00:46:34 | 02:26:12 |
| 16   | Daniela Locarno           | Italia      | 00:23:39 | 01:13:31 | 00:47:23 | 02:26:19 |
| 17   | Maribel Blanco            | Spagna      | 00:23:40 | 01:16:42 | 00:44:23 | 02:26:25 |
| 18   | Erika Molnar              | Ungheria    | 00:23:31 | 01:16:52 | 00:46:48 | 02:28:54 |
| 19   | Merja Kiviranta           | Finlandia   | 00:24:54 | 01:17:14 | 00:45:48 | 02:29:36 |
| 20   | Silvia Pepels             | Paesi Bassi | 00:23:33 | 01:16:57 | 00:47:52 | 02:29:50 |
| 21   | Silvia Ricco              | Italia      | 00:23:28 | 01:18:32 | 00:46:08 | 02:30:00 |
| 22   | Olga Zausaylova           | Russia      | 00:23:36 | 01:19:33 | 00:47:33 | 02:32:30 |
| 23   | Mary Blandford            | Stati Uniti | 00:23:37 | 01:20:47 | 00:46:28 | 02:32:43 |
| 24   | Joanne Hinde              | Regno Unito | 00:23:32 | 01:16:54 | 00:50:50 | 02:32:55 |
| 25   | Tamara Kozulina           | Ucraina     | 00:26:24 | 01:19:36 | 00:45:39 | 02:33:43 |
| 26   | Céline Rositano           | Belgio      | 00:23:36 | 01:19:55 | 00:49:34 | 02:34:45 |
| 27   | Beth Thomson              | Regno Unito | 00:22:16 | 01:19:15 | 00:51:47 | 02:35:00 |
| 28   | Jenette Tolhoek van Dalen | Paesi Bassi | 00:23:29 | 01:20:18 | 00:49:30 | 02:35:07 |
| 29   | Simone Buerli             | Svizzera    | 00:23:33 | 01:22:43 | 00:48:16 | 02:36:13 |
| 30   | Ingrid Van Lubek          | Paesi Bassi | 00:23:24 | 01:22:40 | 00:48:41 | 02:36:23 |
| 31   | Diane Chelius             | Lussemburgo | 00:23:40 | 01:22:30 | 00:51:06 | 02:39:05 |
| 32   | Miriam Moser              | Svizzera    | 00:23:32 | 01:21:03 | 00:53:06 | 02:39:22 |

### Junior uomini
| Pos. | Nome                  | Paese       | Nuoto    | Bici     | Corsa    | Totale   |
| ---- | --------------------- | ----------- | -------- | -------- | -------- | -------- |
|      | Sven Riederer         | Svizzera    | 00:00:00 | 00:00:00 | 00:18:50 | 01:07:29 |
|      | Sylvain Sudrie        | Francia     | 00:00:00 | 00:00:00 | 00:18:45 | 01:07:31 |
|      | Peter Croes           | Belgio      | 00:00:00 | 00:00:00 | 00:19:07 | 01:07:39 |
| 4    | Daniele Fiorentini    | Italia      | 00:00:00 | 00:00:00 | 00:19:11 | 01:07:49 |
| 5    | Daniel Hayes          | Regno Unito | 00:00:00 | 00:00:00 | 00:19:29 | 01:08:13 |
| 6    | Christian Prochnow    | Germania    | 00:00:00 | 00:00:00 | 00:18:44 | 01:08:23 |
| 7    | Steffen Justus        | Germania    | 00:00:00 | 00:00:00 | 00:18:54 | 01:08:29 |
| 8    | Nils Hofeditz         | Germania    | 00:00:00 | 00:00:00 | 00:18:57 | 01:08:37 |
| 9    | Sebastian Dehmer      | Germania    | 00:00:00 | 00:00:00 | 00:19:02 | 01:08:37 |
| 10   | Dan Polansky          | Rep. Ceca   | 00:00:00 | 00:00:00 | 00:19:55 | 01:08:41 |
| 11   | Uros Seme             | Slovenia    | 00:00:00 | 00:00:00 | 00:19:08 | 01:08:47 |
| 12   | Martin Pejsar         | Rep. Ceca   | 00:00:00 | 00:00:00 | 00:18:46 | 01:08:52 |
| 13   | Pierre Dorez          | Francia     | 00:00:00 | 00:00:00 | 00:18:37 | 01:08:53 |
| 14   | Marek Matayas         | Rep. Ceca   | 00:00:00 | 00:00:00 | 00:19:18 | 01:09:00 |
| 15   | Christopher Nordmeyer | Germania    | 00:00:00 | 00:00:00 | 00:19:28 | 01:09:04 |
| 16   | Felix Ruediger        | Germania    | 00:00:00 | 00:00:00 | 00:19:30 | 01:09:08 |
| 17   | Evgeny Morozov        | Russia      | 00:00:00 | 00:00:00 | 00:19:42 | 01:09:18 |
| 18   | Roland Eskuedt        | Ungheria    | 00:00:00 | 00:00:00 | 00:19:47 | 01:09:27 |
| 19   | Christian Ruderer     | Germania    | 00:00:00 | 00:00:00 | 00:20:49 | 01:09:29 |
| 20   | Danylo Sapunov        | Ucraina     | 00:00:00 | 00:00:00 | 00:00:00 | 01:09:44 |
| 21   | Benjamin Vollmer      | Germania    | 00:00:00 | 00:00:00 | 00:19:36 | 01:09:44 |
| 22   | Jan Pyott             | Svizzera    | 00:00:00 | 00:00:00 | 00:19:32 | 01:09:45 |
| 23   | Zsolt Biro            | Ungheria    | 00:00:00 | 00:00:00 | 00:19:26 | 01:09:48 |
| 24   | Stijn Goris           | Belgio      | 00:00:00 | 00:00:00 | 00:20:20 | 01:10:08 |
| 25   | Fraser Cartmell       | Regno Unito | 00:00:00 | 00:00:00 | 00:20:05 | 01:10:10 |
| 26   | Duarte Silva Marques  | Portogallo  | 00:00:00 | 00:00:00 | 00:20:38 | 01:10:21 |
| 27   | Peter Bajai           | Ungheria    | 00:00:00 | 00:00:00 | 00:20:12 | 01:10:30 |
| 28   | Zdenek Sopr           | Rep. Ceca   | 00:00:00 | 00:00:00 | 00:20:26 | 01:10:36 |
| 29   | Vincent Louchaert     | Francia     | 00:00:00 | 00:00:00 | 00:20:07 | 01:10:38 |
| 30   | Andre Campos          | Portogallo  | 00:00:00 | 00:00:00 | 00:20:05 | 01:10:46 |
| 31   | Laurynas Jasiunas     | Lituania    | 00:00:00 | 00:00:00 | 00:20:50 | 01:11:03 |
| 32   | Youri Severin         | Paesi Bassi | 00:00:00 | 00:00:00 | 00:19:21 | 01:11:03 |
| 33   | Daniel Guzmán         | Spagna      | 00:00:00 | 00:00:00 | 00:19:29 | 01:11:06 |
| 34   | Aliaksandr Rylski     | Bielorussia | 00:00:00 | 00:00:00 | 00:19:36 | 01:11:10 |
| 35   | Attila Fecskovics     | Ungheria    | 00:00:00 | 00:00:00 | 00:19:44 | 01:11:46 |
| 36   | Danilo Brustolon      | Italia      | 00:00:00 | 00:00:00 | 00:20:17 | 01:11:55 |
| 37   | Oleg Katchan          | Russia      | 00:00:00 | 00:00:00 | 00:20:45 | 01:12:16 |
| 38   | Dries Poppe           | Belgio      | 00:00:00 | 00:00:00 | 00:20:26 | 01:12:26 |
| 39   | Tomas Jurkovic        | Slovacchia  | 00:00:00 | 00:00:00 | 00:21:01 | 01:12:35 |
| 40   | Gavin Noble           | Irlanda     | 00:00:00 | 00:00:00 | 00:21:09 | 01:12:42 |
| 41   | Balazs Pocsai         | Ungheria    | 00:00:00 | 00:00:00 | 00:20:37 | 01:12:50 |
| 42   | Nikos Tsakiris        | Grecia      | 00:00:00 | 00:00:00 | 00:20:46 | 01:12:51 |
| 43   | Nicola Bianco         | Grecia      | 00:00:00 | 00:00:00 | 00:20:47 | 01:12:56 |
| 44   | Marcin Florek         | Polonia     | 00:00:00 | 00:00:00 | 00:20:59 | 01:13:04 |
| 45   | Daniel Torok          | Ungheria    | 00:00:00 | 00:00:00 | 00:22:06 | 01:14:14 |
| 46   | Uri Zilberman         | Israele     | 00:00:00 | 00:00:00 | 00:20:18 | 01:15:08 |
| 47   | Freek De Boer         | Paesi Bassi | 00:00:00 | 00:00:00 | 00:23:23 | 01:15:25 |
| 48   | Henrik Almqvist       | Svezia      | 00:00:00 | 00:00:00 | 00:21:25 | 01:15:38 |
| 49   | Ikka Koppelomaeki     | Finlandia   | 00:00:00 | 00:00:00 | 00:20:28 | 01:16:32 |
| 50   | Krzysztof Augustyniak | Polonia     | 00:00:00 | 00:00:00 | 00:21:49 | 01:16:46 |
| 51   | Fabio Sorgato         | Italia      | 00:00:00 | 00:00:00 | 00:21:16 | 01:16:56 |

### Junior donne
| Pos. | Nome                 | Paese       | Nuoto    | Bici     | Corsa    | Totale   |
| ---- | -------------------- | ----------- | -------- | -------- | -------- | -------- |
|      | Jodie Swallow        | Regno Unito | 00:11:13 | 00:36:54 | 00:19:59 | 01:09:31 |
|      | Nicola Spirig        | Svizzera    | 00:12:29 | 00:37:52 | 00:20:29 | 01:12:29 |
|      | Ricarda Lisk         | Germania    | 00:12:13 | 00:38:15 | 00:20:39 | 01:12:38 |
| 4    | Janine Haertel       | Germania    | 00:12:11 | 00:38:10 | 00:21:11 | 01:13:11 |
| 5    | Annaelle Peri        | Francia     | 00:12:34 | 00:37:48 | 00:21:13 | 01:13:12 |
| 6    | Vendula Trnkova      | Rep. Ceca   | 00:12:25 | 00:38:09 | 00:21:09 | 01:13:13 |
| 7    | Catherine Hare       | Regno Unito | 00:12:19 | 00:38:09 | 00:21:25 | 01:13:29 |
| 8    | Marion Lorblanchet   | Francia     | 00:12:22 | 00:38:03 | 00:21:46 | 01:13:48 |
| 9    | Anneliese Heard      | Regno Unito | 00:11:44 | 00:39:09 | 00:22:10 | 01:14:11 |
| 10   | Jessica Mayon        | Belgio      | 00:12:10 | 00:39:36 | 00:21:41 | 01:15:03 |
| 11   | Giunia Chenevier     | Italia      | 00:12:18 | 00:38:07 | 00:23:12 | 01:15:26 |
| 12   | Friederike Hewelt    | Germania    | 00:12:36 | 00:38:09 | 00:23:24 | 01:15:43 |
| 13   | Kaisa Lehtonen       | Finlandia   | 00:13:00 | 00:39:57 | 00:21:34 | 01:16:16 |
| 14   | Maria Bravo          | Spagna      | 00:13:23 | 00:39:17 | 00:22:25 | 01:16:43 |
| 15   | Zuzana Vojtekova     | Slovacchia  | 00:12:14 | 00:40:21 | 00:22:34 | 01:17:01 |
| 16   | Stephanie Kortekaas  | Paesi Bassi | 00:12:37 | 00:40:03 | 00:22:51 | 01:17:07 |
| 17   | Karolina Ochochinska | Polonia     | 00:12:31 | 00:41:11 | 00:22:05 | 01:17:34 |
| 18   | Vanessa Fernandes    | Portogallo  | 00:12:17 | 00:41:24 | 00:22:07 | 01:17:34 |
| 19   | Silbia Munoz         | Spagna      | 00:13:12 | 00:40:32 | 00:22:14 | 01:17:38 |
| 20   | Edith Kearney        | Iran        | 00:12:02 | 00:39:39 | 00:24:30 | 01:17:52 |
| 21   | Anna Boikova         | Russia      | 0        | 0        | 00:22:22 | 01:18:06 |
| 22   | Maria Areosa         | Portogallo  | 00:12:21 | 00:41:22 | 00:22:24 | 01:18:09 |
| 23   | Zurine Rodriguez     | Spagna      | 00:12:37 | 00:40:59 | 00:22:38 | 01:18:10 |
| 24   | Zsuzsanna Berke      | Ungheria    | 00:13:15 | 00:40:08 | 00:23:11 | 01:18:39 |
| 25   | Anastasia Jatsenko   | Ucraina     | 00:12:41 | 00:41:06 | 00:23:37 | 01:19:02 |
| 26   | Csilla Fenyes        | Ungheria    | 00:13:01 | 00:40:25 | 00:24:36 | 01:20:01 |
| 27   | Michaela Doell       | Germania    | 00:12:49 | 00:41:36 | 00:24:53 | 01:20:50 |
| 28   | Birgit Cals-Berk     | Paesi Bassi | 00:12:34 | 00:41:07 | 00:25:25 | 01:20:56 |
| 29   | Ariane Polis         | Belgio      | 00:12:53 | 00:42:44 | 00:23:40 | 01:21:02 |
| 30   | Marieke Peeters      | Belgio      | 00:14:24 | 00:40:54 | 00:23:46 | 01:21:18 |